# Mélissa Alves
Mélissa Alves (* 29. Dezember 1993 in Kourou, Französisch-Guayana) ist eine französische Squashspielerin.

## Karriere
Mélissa Alves begann ihre professionelle Karriere im Jahr 2018 und gewann bislang elf Titel auf der PSA Squash Tour. Ihre höchste Platzierung in der Weltrangliste erreichte sie mit Rang 18 am 9. Dezember 2024. Mit der französischen Nationalmannschaft nahm sie 2018, 2022 und 2024 an der Weltmeisterschaft sowie ab 2017 an den Europameisterschaften teil. Nach zwei zweiten Plätzen 2017 und 2018 wurde sie 2019 Europameisterin. Im Einzel gelang ihr 2024 der Einzug ins Finale, das sie gegen Tinne Gilis verlor. 2019, 2020 und 2021 wurde sie französische Vizemeisterin.
Sie studierte an der University of Pennsylvania, für die sie auch im College Squash aktiv war.

## Erfolge
- Vizeeuropameisterin: 2024
- Europameisterin mit der Mannschaft: 2019
- Gewonnene PSA-Titel: 11
- Französischer Vizemeister: 2019, 2020, 2021